# アーチ型の橋のある風景
『アーチ型の橋のある風景』（アーチがたのはしのあるふうけい、蘭: Landschap met een brug met zeven bogen、英: Landscape with a Seven Arched Bridge）は、17世紀オランダ黄金時代の巨匠レンブラント・ファン・レインの風景画である。1637年頃、板上に油彩で制作された。レンブラントは、長い画業の中で数多くの風景をスケッチし、エッチングで制作したが、油彩画はわずかしかなく、本作はそのうちの1点である。作品は、ベルリン絵画館に所蔵されている。

## 帰属

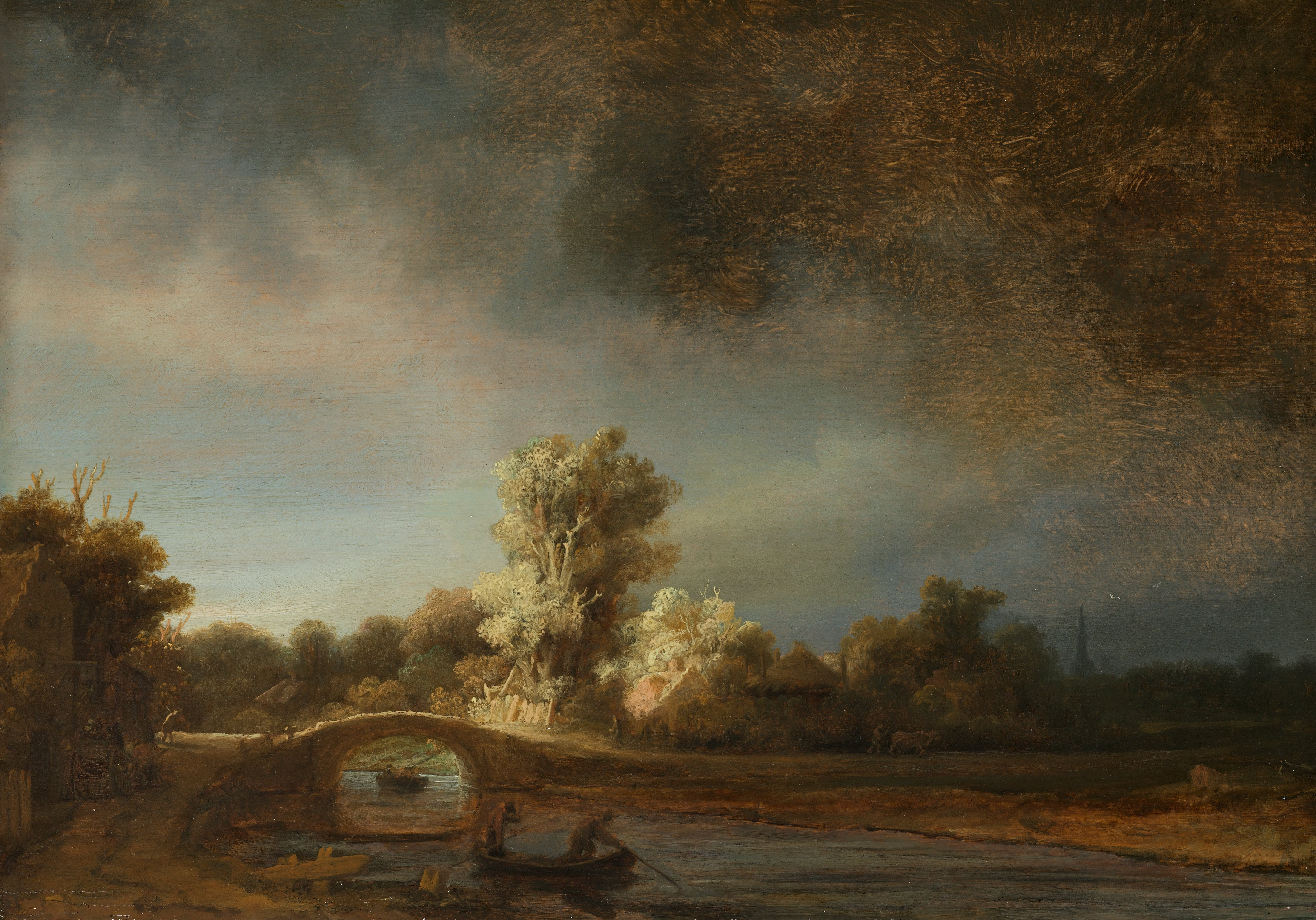
レンブラント 『石橋のある風景』（1637年） アムステルダム国立美術館

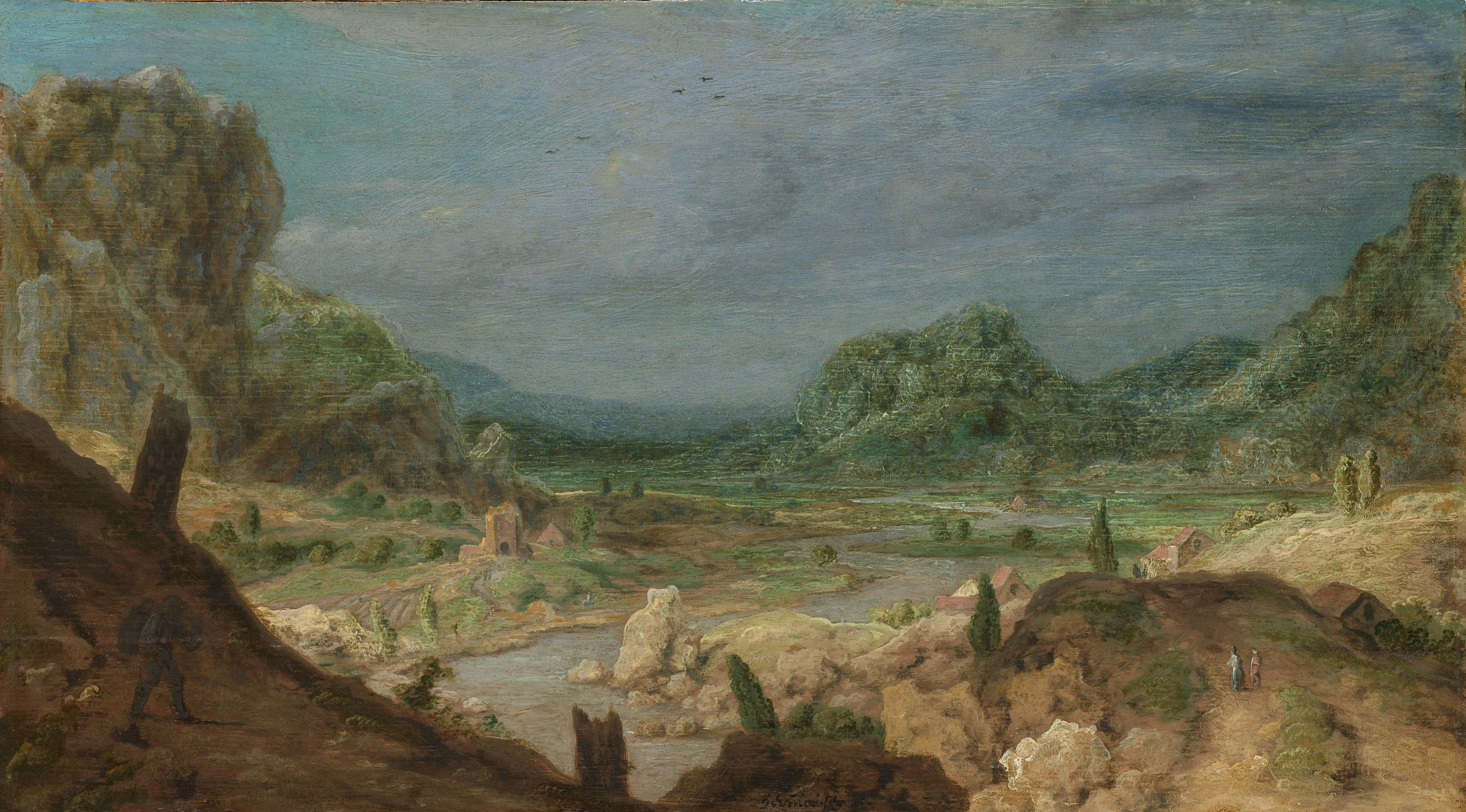
ヘルクレス・セーヘルス 『渓谷』（1626 - 1630年頃） アムステルダム国立美術館

本作は、アムステルダム国立美術館蔵の『石橋のある風景』と同じ大きさ、同じ様式で、1924年にベルリン絵画館に収蔵されて以来、ずっとレンブラントの作品であるとされてきたが、1980年代のレンブラント研究プロジェクトの調査では、レンブラントの弟子ホーファールト・フリンクが制作した『石橋のある風景』の複製であると見なされた。しかし、最近の年輪年代学調査の結果、本作が『石橋のある風景』以前の作品であることが発見されたため、その複製であるという考えは却下され、レンブラントの真作であることがはっきりと確認された。

## 作品
レンブラントは、1630年代の後半から風景画を描き始め、1640年代には版画の分野でも優れた作品を次々と制作した。その契機になったものとして、1630年代にアムステルダムに現れたヘルクレス・セーヘルスの風景画・風景版画からの影響が指摘されている。暗く沈む荒涼たる風景を描いたセーヘルスの影響は、とりわけ、本作のような幻想味あるモノクロームの風景画に見られる。
レンブラントの数少ない風景画の大半は、背景に山のある空想の風景である。レンブラントは、本作に見られる橋など様々な部分をアムステルダム近郊で実際に見ていたかもしれないが、それらを組み合わせて存在しない景色にしているのである。光の描写は劇的かつ魔術的である。陽光が雲間から射し込み、近づいている嵐の緊迫感が表され、嵐を一層脅威的なものとしている。
本作は、1915年、研究者ホフステーデ・デ・フロートにより以下のように記述されている。
951番。嵐の川景色。右側の木々のある丘から流れてくる川が前方で左に曲がり、水平線のかなたに消えていく。右側前景には粗野な木の橋がある。左側中景には、小屋の設置された、7つのアーチを持つ石橋がある。その橋の向こうには、高い帆を持つ7艘の舟がある。その前には何艘かの漕ぎ舟ある。前景には釣り人がいる。向こう岸の中央の突き出ている土地には、陽光を浴びている密集した木立がある。右側の家々は、右側から迫っている嵐の雲の影の中にある。1640年頃の制作。
樫板、 縦11と2分の1インチ、横16インチ。
絵画は、1924年、オルデンブルク侯爵のギャラリー所蔵品が売却された時、絵画館 (ベルリン) の学芸員だったボーデ自身により購入された。